# Kateryna Serebrjanska
Kateryna Olehivna Serebrjanska (ukrajinsky: Катерина Олегівна Серебрянська; * 25. října 1977, Simferopol) je bývalá ukrajinská moderní gymnastka. Na olympijských hrách v Atlantě roku 1996 vyhrála zlatou olympijskou medaili ve víceboji. Krom toho má osm titulů mistryně světa (z toho jednou ve víceboji - 1995) a desetkrát se stala mistryní Evropy (jednou ve víceboji - 1996). Patří mezi čtyři moderní gymnastky historie, které získaly titul mistryně světa na všech náčiních. Patří rovněž mezi tři moderní gymnastky historie, které vyhrály všech pět velkých turnajů tohoto sportu - tedy olympiádu, světový a kontinentální šampionát, světový pohár a Grand Prix. Kariéru ukončila roku 1998. V roce 1999 absolvovala Charkovský národní institut tělesné kultury a sportu. V roce 2004 získala v oboru tělesné výchovy titul kandidát věd. Její otec byl fotbalista, matka gymnastka.